# 泉ひなの
泉 ひなの（いずみ ひなの、1995年10月20日 - ）は、日本のAV女優。バンビプロモーション所属。

## 略歴
2019年4月にAVデビュー。

## 人物
愛媛県出身。
趣味は格闘技観戦、特技はダンス。
初体験は中学1年生の時で、相手は大好きだった中学3年生の先輩。
AV出演のきっかけは、小学校低学年の頃から父親のAVをこっそり見ていてエッチな事が好きで興味があったからで、自ら応募した。

## 出演作品

### アダルトDVD
2019年
- 新人 腰ふりクイーン女子大生 泉ひなの AVデビュー（4月12日、赤面女子）
- お尻大好きしょう太くんのHなイタズラ エスティシャンを目指してファミレスでアルバイトするダンスが趣味のデカ尻お姉さん編（7月18日、グローリークエスト）
- 神騎乗の奥さん 若妻 泉ひなの22歳 イき潮吹きまくり【素人四畳半生中出し】（8月1日、プラム）
- #ちょうゆとりちゃん 06（8月9日、STRAWBERRY CATS GOLD）※「ひーちん」名義
- 羞恥! 素人VSマシンバイブ 彼氏連れ素人娘をマシンバイブでこっそり攻めまくれ! 17 激安居酒屋にマジックミラー特設スタジオを設置 真夏の泥酔潮吹き娘編（8月22日、サディスティックヴィレッジ）
- じゃくりイラマ 精液口淫科 〜超スパルタ新人教育実習〜（9月12日、サディスティックヴィレッジ）
- もう死んだってかまわない! 超ラッキーの連続で巻き起こるスケベ過ぎる一日!鼻血が止まらないくらいの夢のエロハプニング続出! 11（9月19日、ゴールデンタイム）
- ナマ撮れ素人流出動画 03（9月20日、プレステージ）※「ひなの」名義
- 「第1回チキチキ!箱の中身はなんだろな!?」 正解すれば賞金ゲット!!中に入れた生チ●ポを恥ずかしながらもじっくり触るムッツリ素人娘達の本性を暴いてずっぽしハメハメSEX!!（9月22日、S級素人）
- オフィスOL追いかけ回し中出し痴漢（10月19日、アパッチ）
- 「えっ!これがブルマ?履いてみたい!ねえ、お兄ちゃん友達に見せたいから写真撮って!」 妹の突き出したブルマ尻に興奮しまくるボクはもう我慢の限界!気がついたら妹のブルマをずらしハメ!チ○ポをブッ刺しちゃいました! ボクの部屋に隠していたエログッズが妹に運悪く見つかってしまった!しかも大切にしていたブルマが見つかりピンチ!『変態!』とか言われるかと思っていたら、妹は「履いてみたい!」とまさかの反応!!ブルマを履いて、しかも『友達に写真見せたいから撮って!』とノリノリ!!妹が尻を突き出し見せつけてくるブルマ尻にもう我慢できない!勃起しまくりのチ○ポを妹のブルマ尻に押し付け、ついにはずらしハメ!何度も何度も突きまくって何度も何度もお尻に発射!!やべえと思ったら、妹は「もっとおま○こも突いて」と言ってきたので何度も何度も遠慮なく突きまくりました!（10月19日、Hunter）

### アダルトVR
2019年
- 都内某所の美少女高級耳かきマッサージ店（6月26日、KMPVR-bibi-）
- お尻を近くで見続けるVR 2（8月10日、KMPVR）
- デカ尻クイーン降臨!! 腰振り挑発ミニスカダンス&騎乗位!!（8月14日、KMPVR-bibi-）
- 顔舐め手コキVR 2（8月29日、KMPVR）
- クンニVR 3（9月6日、KMPVR）

### アダルトサイト
「FANZA」
- ひなの（俺の素人）
- ひなの（シロウト急便）
- ひーちん（しろうとまんまん）
- ひーちん 2（しろうとまんまん）

「MGS動画」
- マジ軟派、初撮。 1328 中野駅まで出来上がったバー店員を発見!本職サボって、ベットの上で急なお仕事開始!?こう見えてヤ●マンですよ!その経験を見せてください!!（ナンパTV）
- 応募素人、初AV撮影 76 ポールダンスで培った表現力のおかげ?いちいち挙動がエロい!騎乗位の腰使いに目が釘付け!!（シロウトTV）
- No.1ダンサーの騎乗位ディルドオナニー!!ハート型の愛されヒップで夜な夜なショークラブの観客を魅了する魅惑のエロキュートボディを彼氏の為にダンス技術応用の鬼ピストン騎乗位で自分も激イキ!!/ラブホドキュメンタリー休憩2時間/01（プレステージプレミア）
- ぷるツヤ口マ●コ美少女のジュブジュブノーハンドフェラ! おクチだけで精子を根こそぎ狩り取る!（ふぇち党）
- 絶対主観で美少女から超気持ちイイねっとりレロレロ乳首舐めされつつ、ヌルヌルゴッシゴシ手コキされ精子が枯渇寸前! 5（ふぇち党）

## 書籍 等
- サンケイスポーツ（2019年3月13日） - インタビュー
- 夕刊フジ（2019年3月23日,30日,4月6日,13日） - インタビュー
- 月刊FANZA 2019年5月号（ジーオーティー） - インタビュー
- 週刊プレイボーイ 2019年10月7日号（集英社） - 「あなたの尻です 次世代美尻AV女優TOP10!!」